# Mount Zdarsky
Mount Zdarsky är ett berg i Antarktis. Det ligger i Västantarktis. Argentina, Chile och Storbritannien gör anspråk på området. Toppen på Mount Zdarsky är 997 meter över havet.
Terrängen runt Mount Zdarsky är kuperad åt sydväst, men åt nordost är den bergig. Trakten är obefolkad. Det finns inga samhällen i närheten. 